# Положення про фірму 1927 року
Положення про фірму — нормативний акт Центрального Виконавчого Комітету Союзу РСР і Ради Народних Комісарів Союзу РСР, прийнятий 22 червня 1927 року. На території України Положення діяло до 1  січня 2004 року. На території Росії діяло до 2006 року.

## Загальні відомості та історія
У дореволюційній (до 1917 року) правовій літературі велася суперечка: що індивідуалізує фірмове найменування — підприємство або його власника? В. В. Розенберг, автор фундаментальної монографії, присвяченої фірмовому найменуванню, вважав: «Панівне вчення визнає фірму ім'ям власника торгово-промислового підприємства або, мовлячи в цілому, іменем особи у сфері його торгово-промислової діяльності. На думку меншості письменників, фірма становить собою назву підприємства».
Прийняте у НЕПівській Росії 1927 року Положення про фірму розуміє фірмове найменування як засіб індивідуалізації підприємства, про що свідчить аналіз його норм. З тих пір фірмове найменування слугує засобом індивідуалізації юридичної особи.
Після закінчення періоду НЕПу Положення про фірму практично не застосовувалося і було забуте внаслідок згортання підприємництва як такого.
Після проголошення Незалежності України почався бурхливий розвиток інститутів ринкової економіки, проте виявилося, що спеціального закону, що визначав би порядок реєстрації і використання фірмових найменувань, не створено (щоправда, питання фірмових найменувань частково регламентувалися Законом «Про підприємництво»).
Так і сталося, що об'єктивна дійсність правозастосовчої практики реанімувала давно забутий нормативний акт — Положення про фірму від 22 червня 1927 року. Його застосування на території України обумовлювалося Постановою Верховної Ради «Про порядок тимчасової дії на території України окремих актів законодавства Союзу РСР» від 12.09.1991 року, а також роз'ясненням Міністерства юстиції України від 02.12.1996 р. № 6-48-748.
Простота і прогресивність Положення дозволяла керуватися ним навіть у питанні присвоєння доменних імен (DNS) на початку 2000-х.
У зв'язку з прийняттям Цивільного кодексу України та Господарського кодексу України, якими врегульовано питання про право  інтелектуальної  власності на комерційне  найменування, Положення про фірму не застосовується на території України з 1 січня 2004 року.

## Основні аспекти документа
Положення про фірму містило 14 пунктів (статей), які, в основному, зводилися до такого:
- Фірма підприємства, що належить акціонерному товариству (пайові товариства) або товариству з обмеженою відповідальністю, повинна містити вказівку предмета діяльності підприємства та виду товариства.
- Не дозволяється включати у фірму позначення, здатні ввести в оману. У разі зміни найменувань населених пунктів, назви яких включені у фірму, остання автоматично змінюється.
- Право на фірму полягає у праві виняткового користування фірмовим найменуванням в угодах, на вивісках, в оголошеннях, рекламах, на фірмових бланках, на рахунках, на товарах підприємства, їх упаковці тощо.
- Кожний заклад підприємства, відкритий для доступу публіки (магазин, контора тощо), повинен мати на видному місці напис з позначенням повного фірмового найменування.
- Право на фірму виникає з моменту, коли фактично почалося користування фірмою, за умови відповідності її вимогам цієї постанови. Фірмове найменування не підлягає особливій реєстрації, незалежно від реєстрації підприємства.
- Усілякий, хто на підставі цієї постанови володіє правом на фірму, може вимагати в судовому порядку припинення користування тотожною або схожою фірмою зі сторони інших осіб, а так само відшкодування збитків, завданих таким користуванням, оскільки у нього право на фірму виникло раніше за інших і оскільки внаслідок тотожності або схожості фірм виникає можливість їх змішування.
- Право на фірму не може бути відчужене окремо від підприємства.